# Jean-Paul Vonderburg
Jean-Paul ”Champa” Vonderburg, folkbokförd von der Burg, född 31 juli 1964, är en svensk före detta fotbollsspelare.

## Klubbkarriär
Vonderburg debuterade 1985 för Hammarby IF i Allsvenskan. År 1988, när klubben flyttades ner från den högsta divisionen, bytte han klubb till de regerande mästarna Malmö FF. År 1989 vann han sitt första och enda mästerskap i MFF.
Under sommaren 1992 lämnade Vonderburg  Sverige och flyttade till den danska klubben AGF Aarhus. Efter endast en säsong flyttade han till Japan och Sanfrecce Hiroshima, där han endast stannade en säsong. År 1995 återvände han till Hammarby IF. Efter ett år i klubben så avslutade han sin karriär 1996.

## Landslagskarriär
Vonderburg debuterade för landslaget den 14 februari 1990 i 1–2-vinsten mot Förenade Arabemiraten. Han förblev mållös, fast i 2–2-matchen mot Grekland den 17 april 1991 gjorde han ett självmål.